# Synagoge van Keulen
De Synagoge van Keulen (Duits: Kölner Synagoge) bevindt zich in het stadsdeel Neustadt-Süd aan de Roonstraße tegenover het Rathenauplatz. Het is het centrum van een van de grootste joodse gemeenschappen in Duitsland. De synagoge trok internationale aandacht toen paus Benedictus XVI het gebouw bezocht tijdens de Wereldjongerendagen in augustus 2005. Het was voor het eerst in de geschiedenis dat een katholieke kerkvorst een joods gebedshuis in Duitsland bezocht.

## Geschiedenis

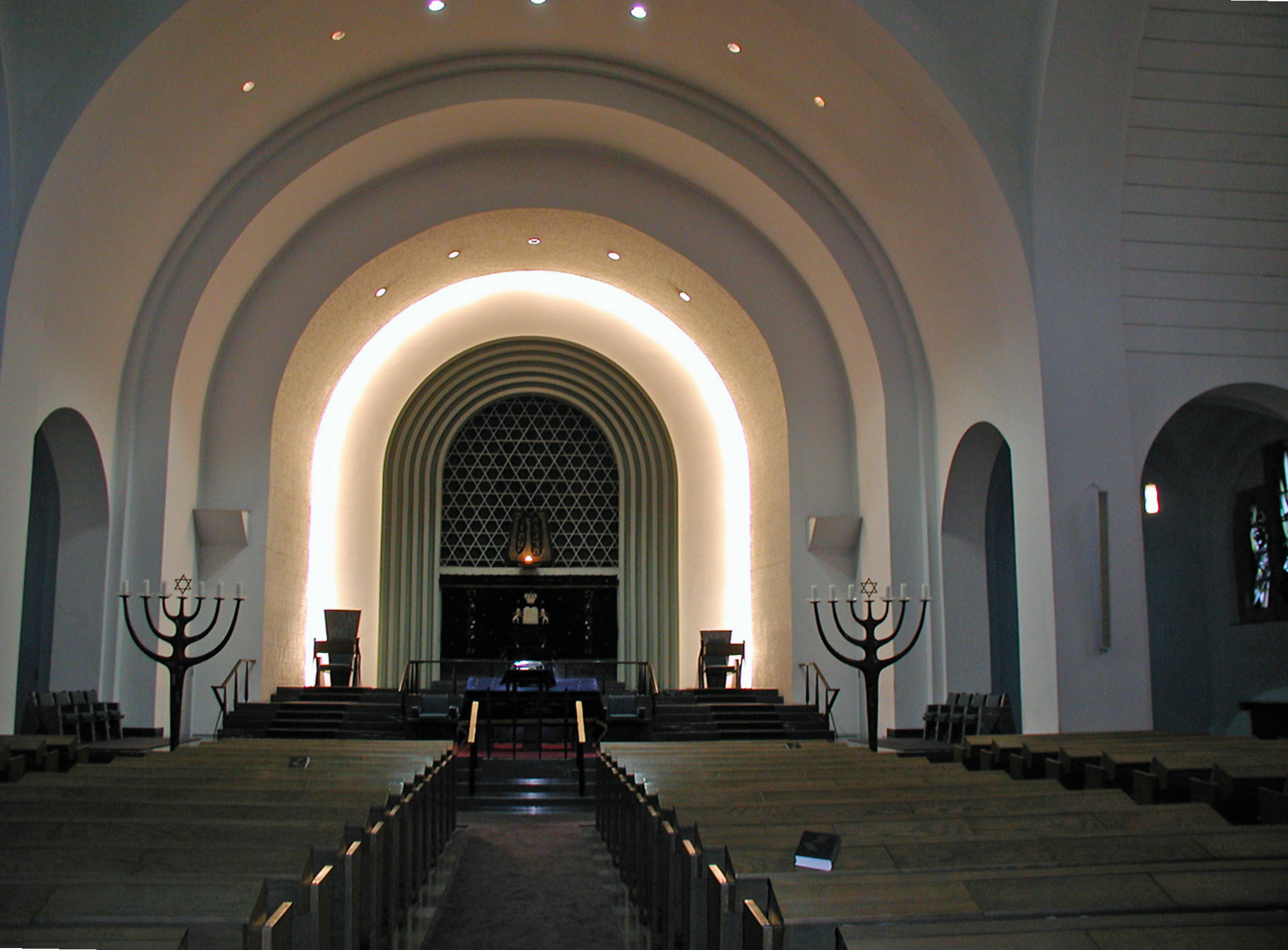
Gebedsruimte

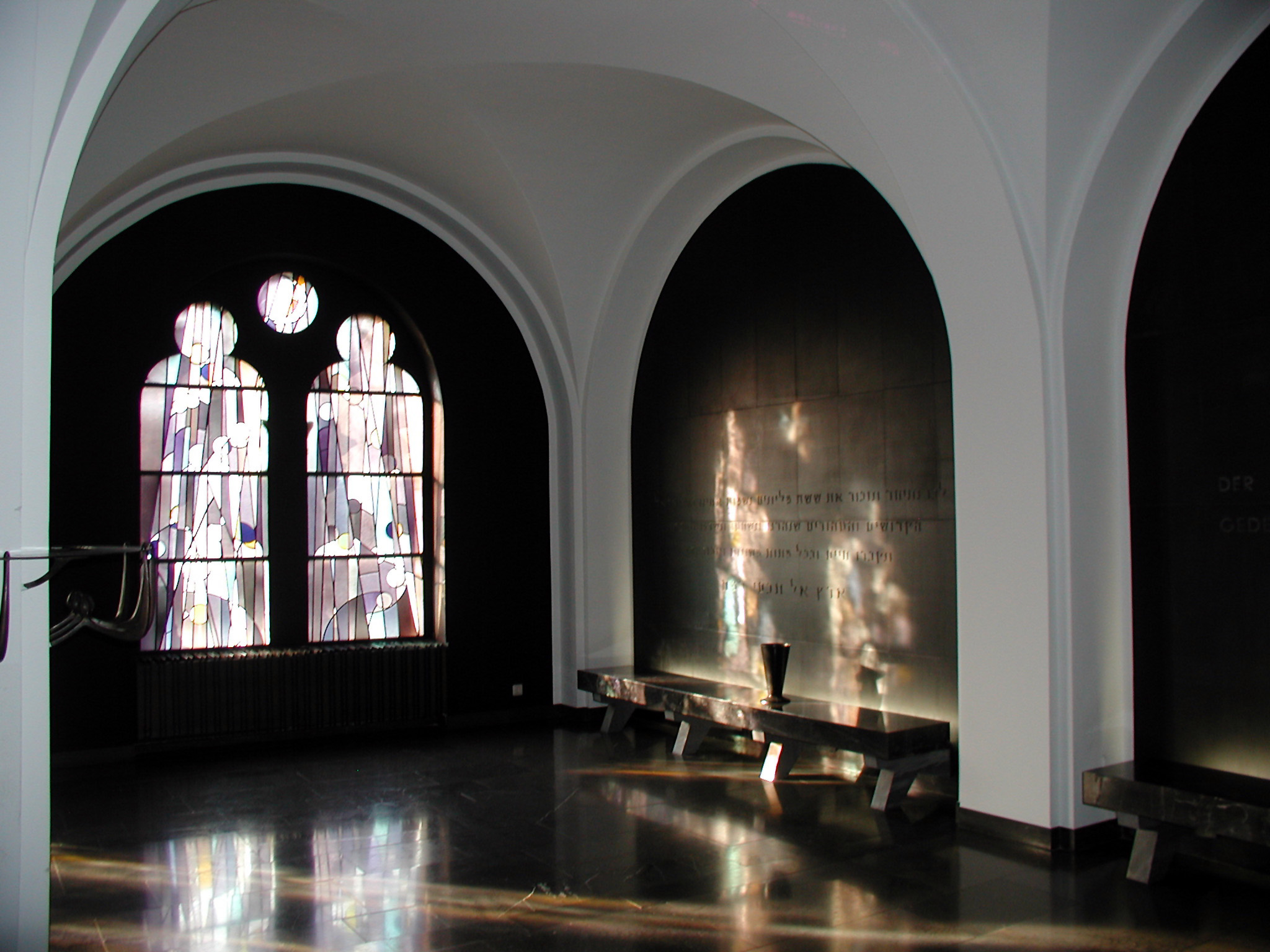
Herdenkingshal

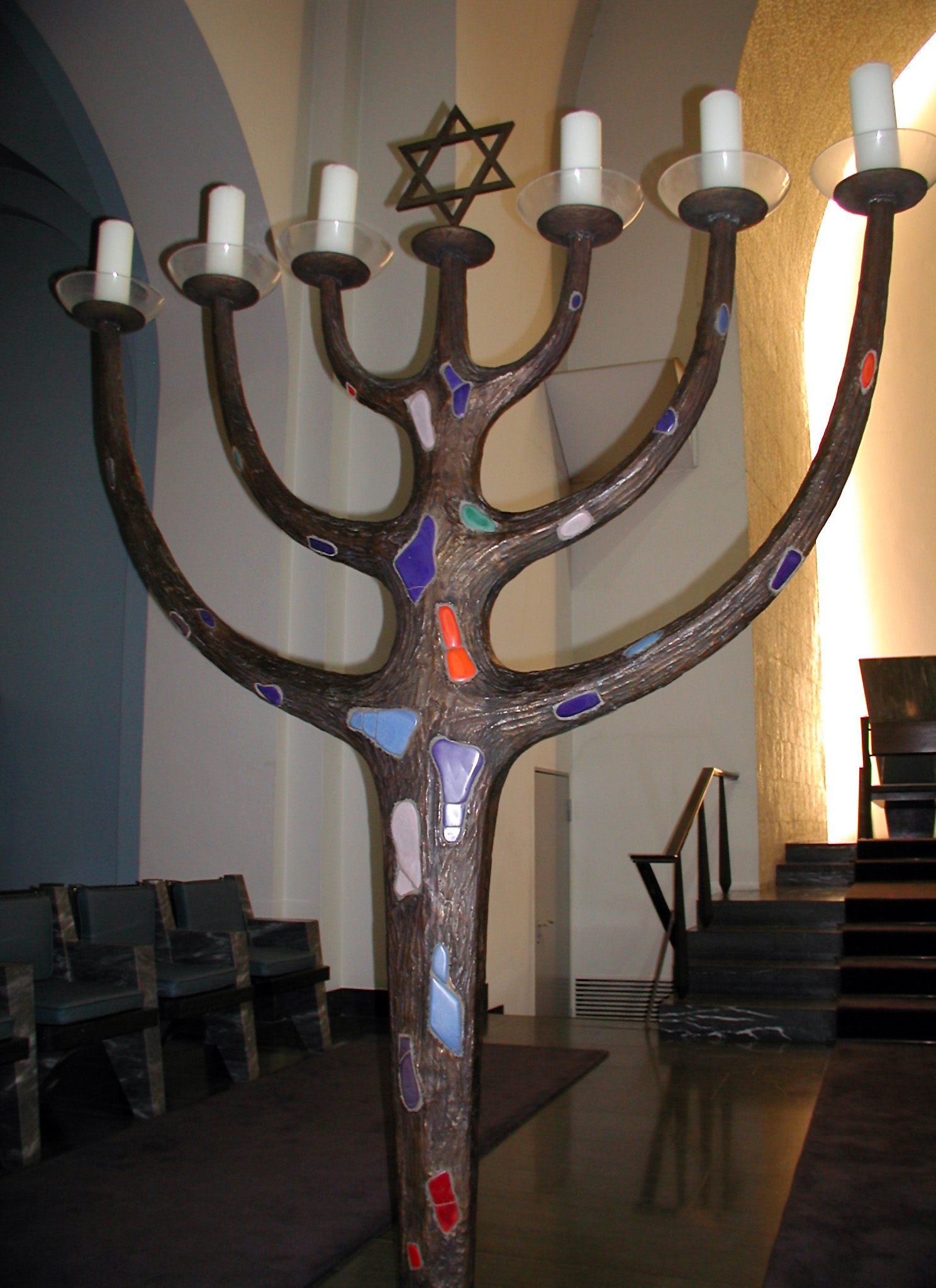
Menora

Nadat de in Moorse stijl gebouwd en in 1861 ingewijde synagoge aan de Glockengasse te klein werd voor het toenemende aantal gelovigen, werd voor de liberale leden aan de Roonstraße van 1895 tot 1899 door de Keulse architect Emil Schreiterer en Bernhard Below (Architectenbureau Schreiterer & Below) een nieuwe synagoge in neoromaanse stijl gebouwd. Het U-vormige gebouwencomplex dat met tufsteen werd bekleed heeft een kruisvormige plattegrond met een voorhal, dat door vier verdiepingen tellende gebouwen wordt geflankeerd. De eerste steen werd op 23 oktober 1895 gelegd en de plechtige ingebruikneming van de synagoge vond op 22 maart 1899 plaats.
Op 9 november 1938 werd alle zeven synagoges in Keulen door de nationaalsocialisten aangevallen en verwoest. Daarover heen kwamen de geallieerde bombardementen in de Tweede Wereldoorlog, die het gebouw verder verwoestten.   
Na de oorlog zette Konrad Adenauer zich in voor de herbouw van de synagoge. Met geringe wijzigingen aan het exterieur en een vereenvoudigd interieur werd de synagoge na een bouwperiode van twee jaar onder leiding van de architect Helmut Goldschmidt op 20 september 1959 opnieuw geopend.
Het front van de synagoge wordt gekenmerkt door een driebogig portaal (de voormalige hoofdingang) en een grote gevel met in het midden een roosvenster. Daarachter verheft zich als een kubus de eigenlijke gebedsruimte met rondboogvensters, piramidedak en slanke hoektorentjes naar Byzantijns voorbeeld.

## De huidige synagoge
Nog altijd dient het gebouw als joods gebedscentrum. In de gebouwen bevindt zich een koosjer restaurant, een bibliotheek, een museum, een jongerencentrum en een zaal voor partijen. De synagoge heeft 800 plaatsen voor mannen en 600 plaatsen voor vrouwen. In de herdenkingshal herinnert een plaquette met de woorden Der du diese Halle betrittst - verweile in stillem Gedenken an die über Sechsmillionen unschuldig gemordeten Schwestern und Brüder (Jij die deze hal betreedt, wees een moment in gedachten bij de meer dan zes miljoen onschuldig vermoorde zusters en broeders) aan de duistere gebeurtenissen voor de Joodse geschiedenis tijdens de Tweede Wereldoorlog.
Op de gevel in het middendeel staat boven de drie vensterbogen in Hebreeuwse inschrift (volgens Zecharja IV, 6):

Niet door macht en niet door sterkte, maar door Mijn geest, spreekt de Heer der Heerscharen

De tijdens de pogroms in 1938 door de katholieke priester Gustav Meinertz geredde thorarol van de synagoge in de Glockengasse werd tot 2007 in een vitrine bij de ingang tentoongesteld. Na een restauratie, waarvan de kosten ter hoogte van EUR 12.000 werden gedragen door het aartsbisdom Keulen, kan de in 1902 vervaardigde rol weer in de joodse dienst worden gebruikt.

## Orthodoxe gemeente
Tot de oorlog was de synagoge het gebedshuis van de liberale gemeente (met een orgel, koor en scheiding tussen mannen en vrouwen). Na de oorlog werd de orthodoxe rite overgenomen.

## Liberale gemeente
Sinds 1996 bestaat er in Keulen weer een kleine liberale gemeente met circa 100 leden, de liberaal-joodse gemeente Gescher Lamassoret (Hebreeuws voor: brug naar de traditie).